# Savage Sword of Conan
The Savage Sword of Conan foi uma revista em quadrinhos para adultos no formato magazine em preto-e-branco, publicada em 1974 pela Curtis Magazines, uma marca da editora americana Marvel Comics, e depois pela própria Marvel. The Savage Sword of Conan estrelou a criação mais famosa de Robert E. Howard, Conan, o Bárbaro, e tem a distinção de ser o mais longo título sobrevivente da curta Curtis.
Como uma "magazine", Savage Sword of Conan não teve que se adequar ao Comics Code Authority, tornando-a uma publicação de escolha para muitos ilustradores. Logo se tornou uma das séries de quadrinhos mais populares dos anos 70 e agora é considerada um clássico cult. Roy Thomas foi o editor e principal escritor para os primeiros anos da série (até a edição 60), que contou com a arte de ilustradores como Neal Adams, Dick Giordano, Barry Windsor-Smith, John Buscema, Alfredo Alcala, Jim Starlin, Al Milgrom , Pablo Marcos e Walter Simonson. Capas pintadas foram fornecidas por artistas como Earl Norem, Bob Larkin e Joe Jusko.
Savage Sword of Conan foi publicado sob a marca Curtis até a edição 60, quando se tornou parte do Marvel Magazine Group. Histórias da revista foram reimpressas no título da Marvel UK com o mesmo nome.  A versão original da revista foi publicada até a edição # 235 (julho de 1995).
A Marvel Comics readquiriu os direitos de publicação em 2018 e iniciou uma nova série de Savage Sword of Conan a partir de fevereiro de 2019.

## Histórico
As aventuras em Savage Sword of Conan nem sempre são consecutivas (como na colorida Conan the Barbarian), e abrangem diferentes épocas da vida de Conan. As histórias de Savage Sword apresentam principalmente um Conan mais velho e adaptam histórias e pastiches de R. E. Howard a partir de "Black Colossus" (segundo a cronologia de Miller / Clark), seguindo assim as histórias de Roy Thomas em Conan the Barbarian.
A primeira edição começa com a adaptação de Thomas e Barry Windsor-Smith de um dos contos mas mais conhecidos, de Conan, de Howard, "The Frost Giant's Daughter". Este é um dos primeiros contos de Conan em ordem cronológica. Ainda adolescente, ele encontra uma linda mulher no norte gelado que o leva a uma emboscada de seus irmãos gigantes. O número 2 apresentou outra adaptação de Howard, "Black Colossus", na qual Conan enfrenta um feiticeiro de três mil anos de idade. Esta história teve a longeva equipe de Conan, o desenhista John Buscema com o seu parceiro frequente Alcala. A capa da edição 5 mostra uma pintura de Boris Vallejo de Conan sendo crucificado, da história "A Witch Shall Be Born". Esta história apresenta um Conan mais resiliente, sobrevivendo a uma crucificação no deserto para se vingar do homem que o colocou lá.
As edições 6-10 incluíram "People of the Dark", uma história de 30 páginas escrito por Thomas e desenhado por Alex Niño; a adaptação contínua do único romance de Conan de Howard, "The Hour of the Dragon" (as primeiras partes foram impressas em Giant-Size Conan # 1-4); e a adaptação de "Iron Shadows in the Moon", por Buscema e Alcala, onde Conan vai do chefe dos Zuagirs ao capitão pirata da Irmandade Vermelha.
Os próximos três anos do título apresentaram numerosas adaptações de histórias de Howard (muitas da equipe de arte de Buscema e Alcala), incluindo "Shadows in Zamboula", "The Devil in Iron", "The People of the Black Circle", "The Slithering Shadow", "The Pool of the Black One", "The Tower of the Elephant", "Jewels of Gwahlur", "Beyond the Black River", "The Scarlet Citadel", "The Flame Knife", "Hawks Over Shem", "The Treasure of Tranicos", e "Wolves Beyond the Border".
A última edição (204) adapta "Drums of Tombalku" de Howard.